# Артур Джонсон Імс
Артур Джонсон Імс (англ. Arthur Johnson Eames, 1881—1969) — американський ботанік, який понад 50 років працював викладачем і почесним професором ботаніки в Корнельському університеті, відомий своїми роботами з анатомії квітів та морфології рослин. У 1938 році він обіймав посаду президента Ботанічного товариства Америки, був членом Американської академії мистецтв і наук, а в 1950 році надано почесний ступінь доктора права від Університету Глазго.

## Біографія
Імс народився у Фрамінгемі, штат Массачусетс, і навчався в Гарвардському університеті, де здобув ступінь бакалавра в 1908 році, магістра в 1910 році та доктора філософії в 1912 році. Того ж року він приєднався до факультету Корнелльського університету. У 1920-х роках він був ботаніком, якого разом з Вільямом К. Маккерном та Едвардом Вінслоу Гіффордом з Каліфорнійського університету відправили до Тонги. Ці троє становили одну з чотирьох команд експедиції Баярда Домініка. Імс вийшов на пенсію в 1949 році.

## Публікації
Серед його праць — підручники Plant Anatomy (1925); Morphology of Vascular Plants: The Lower Groups (1936); The Morphology of Angiosperms (1961).